# Gilbert Van Eesbeeck
Gilbert Van Eesbeeck (* 14. Oktober 1952) ist ein ehemaliger belgischer Eisschnellläufer.
Van Eesbeeck kam bei den Juniorenweltmeisterschaften 1973 in Assen auf den 30. Platz im Kleinen Vierkampf. Bei der Mehrkampfweltmeisterschaft 1974 in Inzell errang er den 32. Platz und bei der Mehrkampfeuropameisterschaft 1975 in Heerenveen den 29. Platz im Großen Vierkampf. Letztmals international startete er bei den Olympischen Winterspielen 1976 in Innsbruck, wobei er den 30. Platz über 5000 m und den 28. Rang über 1500 m belegte.

## Persönliche Bestzeiten
| Disziplin | Zeit        | Datum             | Ort    |
| --------- | ----------- | ----------------- | ------ |
| 500 m     | 42,93 s     | 30. Dezember 1975 | Inzell |
| 1000 m    | 1:25,02 min | 11. Januar 1975   | Davos  |
| 1500 m    | 2:11,30 min | 12. Januar 1974   | Davos  |
| 3000 m    | 4:37,61 min | 12. Januar 1974   | Davos  |
| 5000 m    | 8:01,02 min | 30. Dezember 1975 | Inzell |